# Дисциплинарное производство
Дисциплинарное производство — вид административно-юрисдикционного производства, урегулированная административно-правовыми нормами деятельность уполномоченных субъектов, направленная на привлечение лиц, виновных в совершении дисциплинарных проступков, к дисциплинарной ответственности.

## Принципы дисциплинарного производства
- законность,
- гласность,
- объективная истина,
- демократизм,
- равенство всех граждан перед законом

## Стадии дисциплинарного производства

### Принятие решения о возбуждении дисциплинарного производства
Решение о возбуждении дисциплинарного производства принимает первый руководитель учреждения, предприятия, организации в случае получения им достаточных данных о совершении подчиненными дисциплинарного проступка.
В зависимости от объёма информации, полученной о дисциплинарном проступке, первый руководитель принимает решение о возбуждении дисциплинарного производства с необходимостью проведения служебного расследования, либо без такового.

### Служебное расследование (проверка)
Решение о проведении служебного расследования произвольно принимает первый руководитель учреждения, ведомства, предприятия, коммерческой структуры, в случае, если для решения вопроса о виновности или невиновности сотрудника (работника), допустившего дисциплинарный проступок, нарушение трудового договора или недобросовестно исполняющего функциональные обязанности необходима дополнительная проверка (См. Служебное расследование).
В случае, когда имеются достаточные данные, свидетельствующие о наличии в действиях виновного признаков дисциплинарного проступка, а также, если лицо, допустившее этот проступок, полностью признает свою вину, проведение служебного расследования не обязательно и первый руководитель принимает решение о наказании, минуя стадию служебного расследования.

### Принятие решения о дисциплинарном наказании
Дисциплинарное взыскание налагается лицом (руководителем) или органом, назначившим (имеющим право назначать) совершившего служебный проступок на должность. Взыскание применяется непосредственно за обнаружением проступка, но не позднее одного месяца со дня его обнаружения, не считая времени болезни работника или пребывания его в отпуске. Дисциплинарное взыскание налагается прямым начальником в устной (замечание, выговор) или письменной форме. Приказ (распоряжение) или постановление о применении дисциплинарного взыскания с указанием мотивов его применения объявляется (сообщается) служащему, подвергнутому взысканию, под расписку.

### Обжалование решения о дисциплинарном взыскании
Дисциплинарное взыскание может быть обжаловано работником в государственную инспекцию труда и (или) органы по рассмотрению индивидуальных трудовых споров.

## Особенности дисциплинарного производства
- Дисциплинарное взыскание применяется не позднее одного месяца со дня обнаружения проступка, не считая времени болезни работника, пребывания его в отпуске, а также времени, необходимого на учёт мнения представительного органа работников. Дисциплинарное взыскание не может быть применено позднее шести месяцев со дня совершения проступка, а по результатам ревизии, проверки финансово-хозяйственной деятельности или аудиторской проверки — позднее двух лет со дня его совершения. В указанные сроки не включается время производства по уголовному делу. (ст. 193 ТК)
- За каждый проступок может быть наложено только одно дисциплинарное взыскание.
- При наложении взыскания учитываются: характер проступка; обстоятельства, при которых он совершен; прежнее поведение служащего; соответствие степени вины и тяжести совершенного проступка.